# Coppa del Mondo di rugby 2019
La Coppa del Mondo di rugby 2019 (2019 ラグビーワールドカップ?, 2019 Ragubī Wārudo Kappu, in inglese 2019 Rugby World Cup) fu la 9ª edizione della Coppa del Mondo di rugby, massima competizione internazionale di rugby a 15 organizzata da World Rugby.
Si tenne dal 20 settembre al 2 novembre 2019 in Giappone, quinta edizione a tenersi in un singolo Paese e prima a essere organizzata da una federazione asiatica.
Il torneo si disputò in 12 stadi su altrettante città, e la gara per il titolo ebbe luogo allo Stadio internazionale di Yokohama, secondo impianto in ordine di tempo – dopo lo Stade de France – ad avere ospitato la finale sia del campionato mondiale di calcio che della Coppa del Mondo di rugby.
A laurearsi campione del mondo fu il Sudafrica, alla sua terza affermazione a 12 anni di distanza dalla più recente e a 24 dalla prima; gli Springbok batterono, come nel 2007, l'Inghilterra che in semifinale aveva eliminato la Nuova Zelanda campione da 8 anni e imbattuta da 19 incontri nel torneo.
Con tale vittoria il Sudafrica raggiunse proprio gli All Blacks in testa alla classifica di titoli mondiali vinti.
Tra le rilevanti singolarità statistiche del torneo, figurano le sue prime partite annullate di sempre: a causa dei rischi alla sicurezza provocati dal tifone Hagibis che stava colpendo il Giappone durante lo svolgimento della fase a gironi, tre incontri furono dichiarati nulli e pareggiati 0-0 per decisione di World Rugby; tra di essi figurava anche Italia – Nuova Zelanda, l'unico il cui risultato sarebbe stato decisivo per la classifica finale, essendo gli altri due ininfluenti.
L'affluenza complessiva fu di poco più di 1,7 milioni di spettatori, largamente inferiore a quello del torneo inglese di quattro anni prima ma migliore di 200000 presenze dell'edizione in Nuova Zelanda del 2011.
Il valore delle marcature, come stabilito da World Rugby nel 2017, è: 5 punti per ciascuna meta (7 se trasformata), 7 punti per la meta tecnica, 3 punti per la realizzazione di ciascun calcio piazzato, idem per il drop.

## Storia

### L'organizzazione
La candidatura giapponese fu presentata nel 2009 facendo seguito alla volontà dell'IRB, nome con cui all'epoca era nota World Rugby, di unificare in una sessione lavori congiunta l'assegnazione delle Coppe del Mondo 2015 e 2019.
Dopo una serie di scarti e rinunce, l'8 maggio 2009 rimasero in lizza, oltre alla candidatura giapponese, quella di Inghilterra, Italia e Sudafrica.
Il 28 luglio 2009 l'IRB assegnò l'organizzazione dell'edizione 2015 all'Inghilterra e quella del 2019 al Giappone.
A fine novembre 2015 furono ufficializzate le 12 sedi del torneo.

### Il torneo
Confermata la formula a 20 squadre, l'IRB fissò a novembre 2016 i criteri per stabilire le fasce di merito da utilizzare per il sorteggio dei gironi: le 12 squadre direttamente qualificate (ovvero le migliori tre di ogni girone dell'edizione di Coppa del Mondo 2015 ivi incluso il Giappone, indipendentemente dalla partecipazione di diritto come Paese organizzatore) occuparono le prime tre fasce di merito per ordine di ranking al giorno del sorteggio (le quattro migliori in prima fascia, le quattro immediatamente successive in seconda fascia e le ultime quattro in terza fascia); la prima qualificata di Africa, Americhe, Europa e Oceania furono assegnate alla quarta fascia; infine, la seconda americana, la seconda oceaniana, la vincente dello spareggio euro/oceaniano e la ripescata ricevettero la quinta fascia.
Ogni girone avrebbe contenuto una squadra per ogni fascia.
Il sorteggio si tenne a Kyoto il 10 maggio 2017 a qualificazioni ancora in atto, per cui erano note solo le tre squadre già qualificate di ogni girone.

Localizzazione dei Paesi qualificati alla Coppa del Mondo 2019

Il girone A vide i padroni di casa del Giappone, in terza fascia, contrapposte alle squadre del Sei Nazioni Irlanda e Scozia; una terza europea era attesa dalle qualificazioni (che, a sorpresa, espressero la Russia), mentre l'ultima squadra dovette uscire dallo spareggio dell'ultima delle europee contro la seconda delle oceaniane, che qualificarono Samoa.
Nel girone B i primi due posti furono ipotecati da Nuova Zelanda campione uscente e Sudafrica tra i pretendenti al titolo, con l'Italia a tentare l'obiettivo minimo della qualificazione alla Coppa del Mondo 2023 con il terzo posto nel girone; a fare compagnia alle tre già qualificate figurarono la prima delle africane (che successivamente si rivelò essere la Namibia e la vincitrice del torneo di ripescaggio (il Canada).
Un altro scorcio di Sei Nazioni in Giappone fu nel girone C, con Inghilterra e Francia sorteggiate insieme all'Argentina ad attendere la prima delle americane (gli Stati Uniti) e la seconda delle oceaniane (posto che fu appannaggio di Tonga).
Nell'ultimo girone l'Australia trovò Galles e Georgia, più un'altra oceaniana (Figi) e la seconda delle Americhe (Uruguay).
La sorpresa dalle qualificazioni europee consisté in una serie di sanzioni irrogate da World Rugby a diverse nazionali affiliate a Rugby Europe per via di violazione dei requisiti di idoneità dei giocatori internazionali equiparati; le squadre più impattate furono Romania e Spagna, le due più autorevoli pretendenti al posto al Mondiale, che si videro azzerata la classifica del campionato europeo, valida per la qualificazione, con conseguente ammissione diretta della Russia e l'accesso della Germania al torneo di ripescaggio concluso al secondo posto dietro al Canada.

#### La fase a gironi

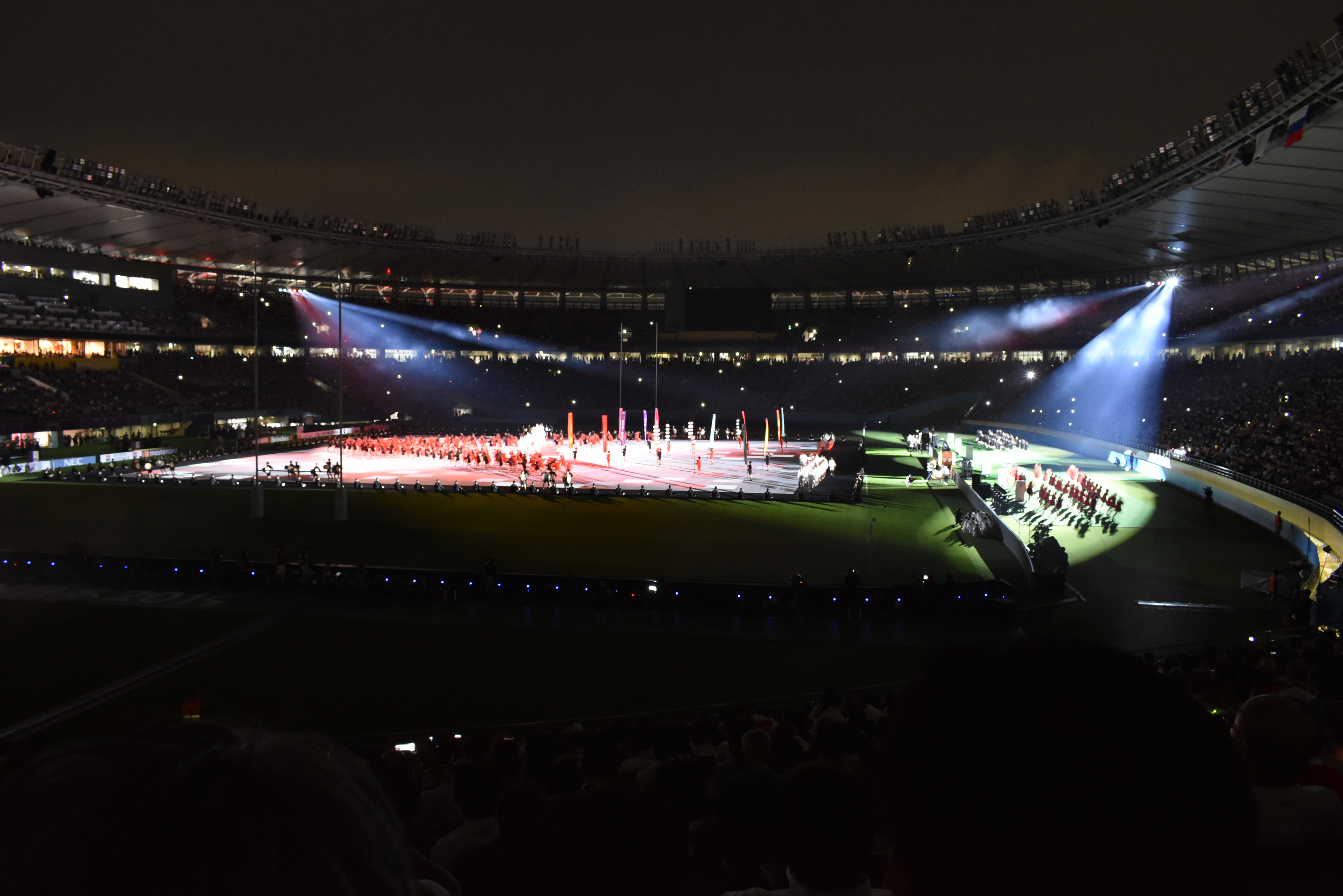
Particolare della cerimonia d'apertura al Tokyo Stadium

La cerimonia d'apertura si tenne al Tokyo Stadium di Chōfu, città conurbata alla capitale; a essa fece seguito il primo incontro del girone A, la vittoria del Giappone per 30-10 sulla Russia.
La grande sorpresa fu, tuttavia, la vittoria nipponica per 19-12 sull'Irlanda che, di fatto, pavimentò la strada per il passaggio del turno della squadra di casa: all'epoca gli irlandesi occupavano la posizione numero 1 del ranking internazionale World Rugby e la loro sconfitta ebbe lo stesso effetto mediatico di quella sudafricana nella precedente Coppa del Mondo sempre a opera dei giapponesi.
Gli irlandesi, a loro volta, si assicurarono virtualmente un posto nei quarti battendo la Scozia nel loro incontro d'esordio, fin dall'inizio visto come uno spareggio.
Solo nell'ultima giornata del girone, però, si materializzò la composizione per i quarti di finale: il Giappone vinse la sua quarta partita su quattro del girone battendo 28-21 la Scozia ed eliminandola ufficialmente, mentre l'Irlanda si assicurava il secondo posto battendo Samoa.
Nel girone B, che avrebbe dovuto esprimere gli avversari delle prime due classificate del citato raggruppamento, l'incertezza riguardava solamente il nome della squadra che avrebbe passato per prima ai quarti di finale, dal momento che la qualificazione di Nuova Zelanda e Sudafrica era messa in discussione da pochi; il dubbio fu chiarito dagli All Blacks che nella prima partita batterono 23-13 gli Springbok ipotecando il primo posto del girone; l'Italia, che fece il suo massimo battendo Namibia e Canada con bonus e assicurandosi il proprio obiettivo minimo, ovvero il terzo posto che garantisse la qualificazione alla Coppa successiva, non riuscì tuttavia a insidiare le aspirazioni sudafricane perché nel confronto diretto perse 3-49 (sette mete a zero) una partita condotta financo stoicamente nel primo tempo (3-17 con entrambi i piloni, Simone Ferrari e Marco Riccioni, cui si dovette rinunciare entro il quarto d'ora a causa di impatti durissimi) ma senz'armi nel secondo tempo quando la squadra rimase in 14 a causa dell'espulsione di Andrea Lovotti per un fallo inutile e potenzialmente pericoloso su Duane Vermeulen.
Il girone tuttavia non terminò: dopo la vittoria sudafricana per 66-7 contro il Canada World Rugby decise di annullare le gare dell'ultima giornata per via dell'uragano Hagibis che stava battendo il sud del Giappone e metteva a rischio la sicurezza degli spettatori negli stadi dopo aver provocato già le prime alluvioni e morti nel Paese: Italia – Nuova Zelanda e Namibia – Canada furono dichiarate 0-0 e a ciascuna squadra furono assegnati due punti in classifica.
Con la classifica che ne conseguiva, la Nuova Zelanda passò per prima e incontrò nei quarti l'Irlanda mentre il Sudafrica, secondo, affrontò i padroni di casa del Giappone.

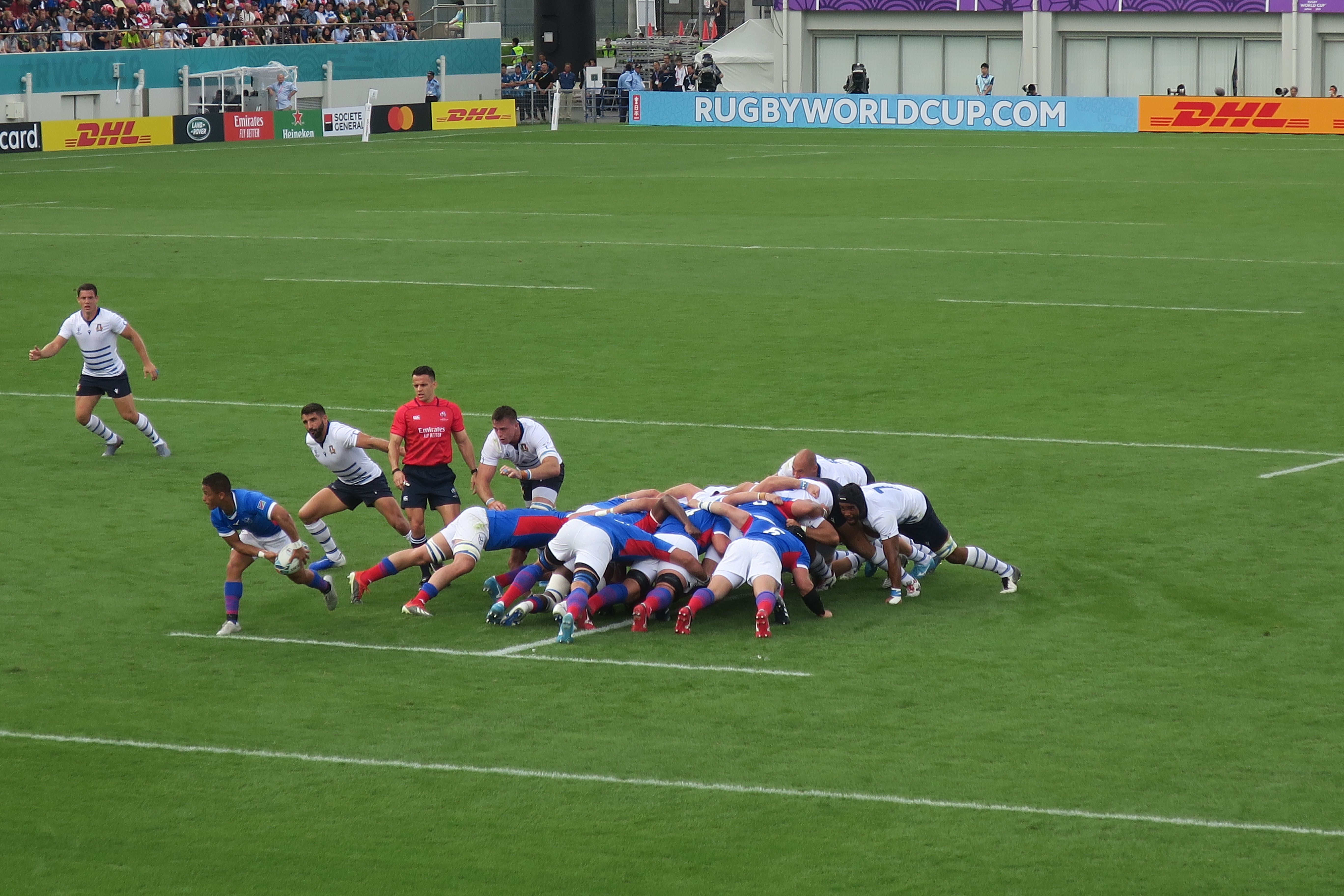
Una fase di – a Higashiōsaka

Se per Canada – Namibia il giudizio a tavolino fu irrilevante (nessuna di esse aveva la possibilità di raggiungere il terzo posto), nel caso dell'Italia esso precluse alla squadra azzurra, sia pure in via teorica, la possibilità di concorrere per i quarti di finale, raggiungibili in caso di vittoria sulla Nuova Zelanda, circostanza peraltro mai verificatasi nei 15 precedenti tra le due squadre: il capitano italiano Sergio Parisse criticò pesantemente la decisione di annullare l'incontro asserendo che, pur conscio delle scarsissime possibilità di vittoria, l'Italia meritava comunque di giocarsele, aggiungendo inoltre polemicamente che a parti invertite, avesse avuto la Nuova Zelanda necessità di punti, si sarebbe trovato il modo per far giocare la partita.
Lo stesso commissario tecnico neozelandese Steve Hansen si dimostrò comprensivo delle ragioni dell'Italia, asserendo che qualsiasi giocatore vuole terminare il torneo sul campo e non sul prato d'allenamento, aggiungendo tuttavia che le due squadre non potevano fare nulla per cambiare la situazione, che non era sotto il loro controllo.
Senza sostanziali sorprese il girone C, nel quale l'unica notizia di rilievo fu il mancato passaggio del turno dell'Argentina per la prima volta dal 2003; Inghilterra e Francia passarono il turno e l'ultima partita di entrambe, che avrebbe dovuto essere l'incontro diretto che decideva le sorti del girone, fu annullato al pari delle altre due partite del girone B.
Se dal punto di vista della qualificazione l'incontro era irrilevante, in quanto entrambe già ai quarti di finale, il pareggio deciso a tavolino da World Rugby cristallizzava la classifica che vedeva gli inglesi accedere come primi alla fase a eliminazione e i francesi come secondi.
L'unica sorpresa del girone D fu invece il primo posto del Galles sulla finalista sconfitta del mondiale precedente, l'Australia: l'incontro diretto tenutosi al Tokyo Stadium, infatti, vide i Dragoni prevalere 29-25: degno di nota fu il tentativo di rimonta australiano dopo che il Galles aveva chiuso la prima frazione in vantaggio per 23-8; in effetti, a fronte dei soli 6 punti dei britannici nella ripresa, gli Wallabies ne marcarono 19, tuttavia insufficienti a recuperare il punteggio; il vero motivo d'interesse del girone, seppure relegato nelle curiosità statistiche, fu invece la vittoria dell'Uruguay su Figi, ininfluente dal punto di vista della classifica per i sudamericani, ma significativa per essere la prima dal 2003 per i Teros e la loro terza assoluta nell'intera loro storia in Coppa del Mondo; considerati tuttavia gli avversari battuti in precedenza (Spagna e Georgia), quella contro gli oceaniani è considerata la loro vittoria qualitativamente più elevata; dal lato di Figi tale sconfitta significò l'eliminazione di fatto dalla corsa alla qualificazione ai quarti in quanto già battuta in precedenza dall'Australia.

#### Iplay-off
Il primo quarto di finale fu un classico della Coppa del Mondo, l'incontro tra Inghilterra e Australia, arrivato alla settima riedizione dopo che in quella più recente gli Wallabies avevano estromesso gli inglesi dal torneo già nella fase a gironi: a Ōita i britannici concessero nel primo tempo solo 9 punti a Lealiʻifano e ne misero a segno 17 con Jonny May e il piede di Owen Farrell; il breve ritorno australiano di Koroibete a inizio ripresa fu illusorio perché gli Wallabies non marcarono più e, anzi, gli inglesi terminarono l'opera con 23 punti aggiuntivi (mete di Kyle Sinckler e Anthony Watson e 13 punti ancora di Farrell) che vendicarono la sconfitta di Twickenham di quattro anni prima.
Con tale vittoria l'Inghilterra raggiunse la semifinale a 12 anni di distanza dalla precedente in Francia nel 2007, quando a essere sconfitta nei quarti fu ancora l'Australia.
Di fatto senza storia anche il secondo quarto di finale al Tokyo Stadium, in cui la Nuova Zelanda eliminò l'Irlanda apparentemente senza sforzo: nel primo tempo gli All Blacks conducevano 22-0 grazie a due mete di Aaron Smith e una di Beauden Barrett, e la prima meta irlandese, di Robbie Henshaw, giunse a 10 minuti dalla fine con la squadra in svantaggio 0-34; il finale regalò altre due mete agli oceaniani e una tecnica agli irlandesi, per un punteggio di 46-14 che significò la settima eliminazione ai quarti della nazionale in maglia verde.
A posteriori l'incontro più equilibrato dei quarti fu quello, risoltosi con una vittoria britannica per 20 a 19, tra il Galles e la Francia, sebbene i Bleus avessero sprecato l'occasione di raggiungere la semifinale non essendo stati capaci di mantenere il vantaggio di 19-10 che avevano a fine primo tempo; rimasti in 14 dopo otto minuti nel secondo tempo a causa dell'espulsione di Sébastien Vahaamahina, autore di una gomitata irregolare ad Aaron Wainwright, i francesi non riuscirono più a realizzare neppure un punto e furono superati nel finale da una meta gallese di Ross Moriarty convalidata dal TMO.
Per il Galles si trattò della terza semifinale assoluta dopo quelle del 1987 e del 2011, entrambe in Nuova Zelanda.
Nell'ultimo dei quattro quarti di finale, terminò la corsa del Giappone dopo quattro vittorie consecutive (sei, considerando anche le ultime due dell'edizione precedente); la maggiore esperienza e capacità tecnica dei sudafricani ebbero la meglio sui Sakura che, tuttavia, rimasero in partita fino a tutto il primo tempo, chiuso in svantaggio per soli 2 punti di scarto, 3-5.
Nella ripresa tuttavia altre due mete Springbok e 11 punti di Handré Pollard dalla piazzola tracciarono un solco che i giapponesi, ormai provati fisicamente, non avevano più la forza di colmare: finì 26-3 per il Sudafrica che raggiunse in semifinale il Galles.

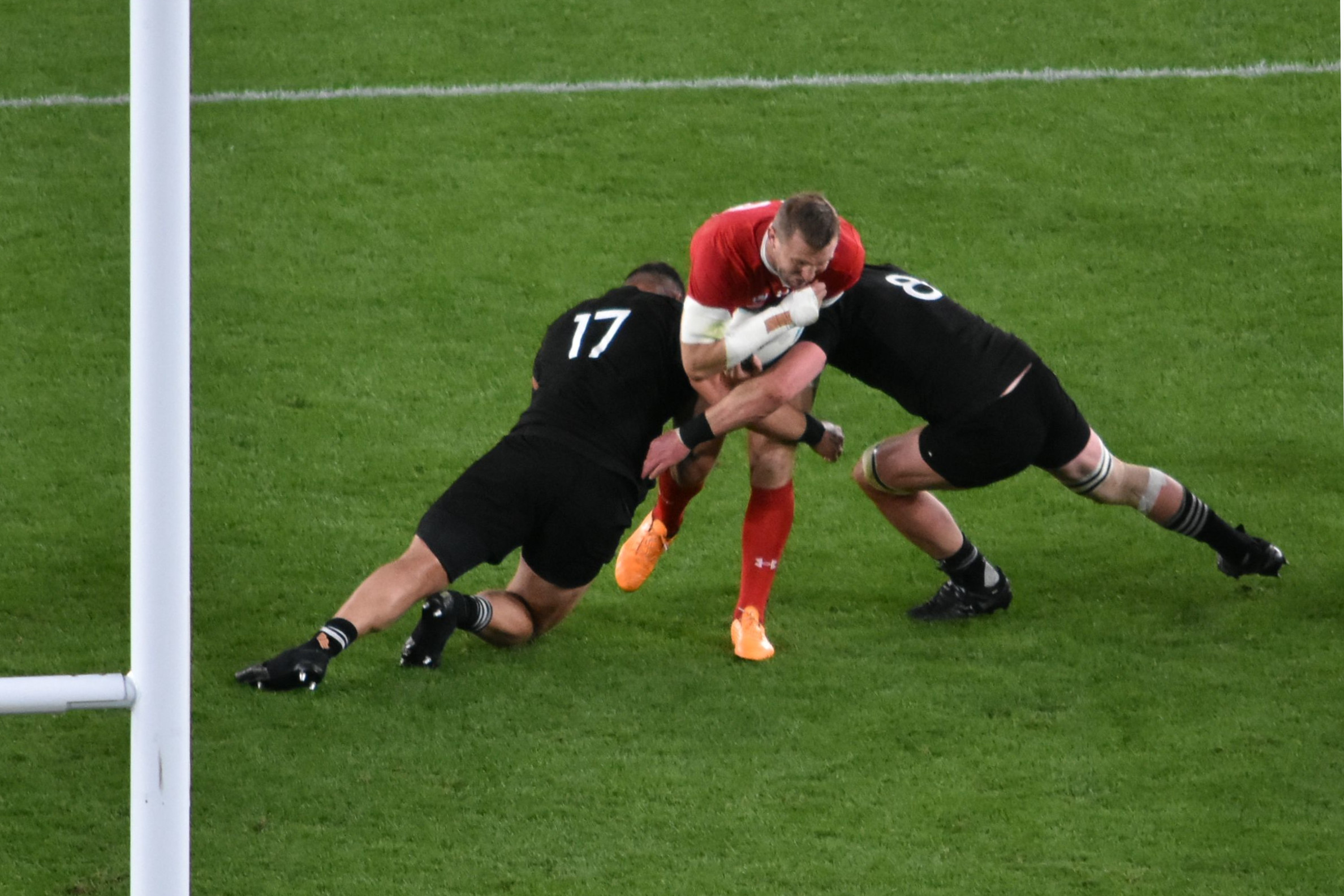
Il gallese Parkes contrastato dai neozelandesi Moli (17) e Read (8) nella finale per il terzo posto

Le cifre della Nuova Zelanda campione uscente che a Yokohama attendeva gli inglesi in semifinale erano indicative della difficoltà dell'impegno per la nazionale britannica di Eddie Jones: campioni del mondo in carica dal 2011, gli All Blacks non perdevano una partita in Coppa del Mondo dai quarti di finale del 2007 e da allora vantavano 18 vittorie consecutive, oltre ad aver sempre battuto l'Inghilterra sia nella fase a gironi che nei play-off del torneo.
Nonostante pronostico contrario e statistiche negative, l'Inghilterra affrontò i neozelandesi con piglio aggressivo andando in meta subito dopo due minuti di gioco con Manu Tuilagi e chiudendo il primo tempo sul 10-0 grazie ai punti al piede di Owen Farrell e George Ford; solo quando erano sotto di 13 punti gli All Blacks reagirono con una meta di Ardie Savea, ma ancora Ford riuscì a mantenere precisione e capitalizzare due dei tre calci di punizione assegnati alla sua squadra dall'arbitro gallese Nigel Owens; gli avanti riuscirono a impedire agli avversari di avvicinarsi alla linea di meta degli inglesi che alla fine, con il punteggio di 19-7, riguadagnarono la loro prima finale dal 2007 e la quarta assoluta, considerando anche quelle del 1991 e del 2003.
Estremamente combattuta fu, invece, la seconda semifinale, tenutasi il giorno dopo sempre allo Stadio Yokohama: il Galles tenne testa al Sudafrica concedendogli, nel primo tempo, solo tre calci piazzati realizzati da Pollard, a fronte dei due di Dan Biggar; nella ripresa ancora Biggar portò la situazione sul 9 pari al 46'; alla meta sudafricana di Damian de Allende a poco più di 20 minuti dal termine replicò qualche minuto dopo Josh Adams che ristabilì la parità a quota 16; a tre minuti dalla fine una punizione di Pollard suggellò il 19-16 definitivo che valse al Sudafrica l'accesso alla gara per il titolo dalla quale, come l'Inghilterra, mancava da 12 anni, essendo quella tra le due squadre nel 2007 l'ultima finale di entrambe.
La finale di consolazione per il terzo posto fu una partita degli addii: entrambi i commissari tecnici, infatti, salutavano le proprie nazionali, Steve Hansen la Nuova Zelanda e il suo connazionale Warren Gatland il Galles, guidato per i precedenti 12 anni; ultima gara internazionale anche per gli All Blacks Kieran Read, Sonny Bill Williams e Ryan Crotty; la partita ebbe qualcosa da dire solo fino alla fine del primo tempo, quando i neozelandesi chiusero 28-10; nel secondo tempo, tuttavia, solo una meta gallese fece da contraltare alle due avversarie, e lo score finale fu di 40-17 per gli All Blacks, trentunesima sconfitta consecutiva dei Dragoni britannici in 66 anni di incontri con gli uomini in maglia nera.
Fu, ancora, l'ultimo appuntamento in Coppa del Mondo anche per Nigel Owens: infortunatosi a un polpaccio dopo la semifinale tra Nuova Zelanda e Inghilterra, l'arbitro gallese annunciò che quella appena diretta sarebbe stata la sua ultima partita del torneo.
World Rugby designò per la finale Jérôme Garcès, prima volta di un francese alla direzione dell'ultimo atto di un mondiale; per Garcès tale partita, la sua cinquantaseiesima internazionale, coincise con la fine della carriera, in quanto fu la sua ultima direzione prima del passaggio all'attività tecnica federale.
Nella riproposizione della finale del 2007 l'Inghilterra non ripeté le brillanti prove offerte negli altri turni e gli Springbok ebbero la meglio sia sul piano fisico che tattico, conquistando sistematicamente territorio e costringendo al fallo ripetuto la squadra di Jones: 32-12 fu il risultato finale, che sancì il terzo titolo sudafricano e la fine delle speranze inglesi di incamerare il secondo titolo mondiale.
Warren Gatland, dopo aver visto il Sudafrica all'opera in semifinale contro il suo Galles, espresse la convinzione che gli inglesi potessero sperare nel titolo finale solo a patto di mantenere la stessa tensione che aveva loro permesso di eliminare la Nuova Zelanda e di non considerare quella vittoria come la vera finale di torneo; nel post-finale, dalle colonne del Guardian l'All Black Nick Evans confermò l'analisi di Gatland e lo stesso Jones, da parte sua, non escluse l'ipotesi che la squadra potesse avere provato qualcosa di assimilabile ai postumi dell'ebbrezza dopo la semifinale.
A titolo statistico fu la prima finale in cui il Sudafrica realizzò almeno una meta; nelle altre due, nel 1995 e nel 2007, i punti erano venuti solo su calcio piazzato o su drop.
Con tale vittoria gli Springbok eguagliarono il record di tre Coppe neozelandesi.

## Squadre qualificate
| Fase                   | Africa                               | Americhe                                          | Asia                             | Europa | Oceania                                                             | Spareggi                       | Ripescaggi            |
| ---------------------- | ------------------------------------ | ------------------------------------------------- | -------------------------------- | --- | ------------------------------------------------------------------- | ------------------------------ | --------------------- |
| Ammissioni automatiche | - Sudafrica (Semifinalista CdM 2015) | - Argentina (Semifinalista CdM 2015)              | - Giappone (Paese organizzatore) | - Francia (Quartifinalista CdM 2015) - Galles (Quartifinalista CdM 2015) - Italia (3º girone D CdM 2015) - Inghilterra (3º girone A CdM 2015) - Irlanda (Quartifinalista CdM 2015) - Scozia (Quartifinalista CdM 2015) - Georgia (3º girone C CdM 2015) | - Australia (Finalista CdM 2015) - Nuova Zelanda (Campione uscente) |                                |                       |
| Dalle qualificazioni   | - Namibia (Africa 1 )                | - Stati Uniti (Americhe 1) - Uruguay (Americhe 2) |                                  | - Russia (Europa 1) | - Figi (Oceania 1) - Tonga (Oceania 2)                              | - Samoa (Europa 2 / Oceania 3) | - Canada (Ripescaggi) |

## Impianti
Tra gli impianti inizialmente era stato inserito lo Stadio nazionale del Giappone, che in quel periodo era in fase di costruzione in vista delle Olimpiadi di Tokyo 2020. Purtroppo, i ritardi posticiparono l'inaugurazione dell'impianto che sarà terminato soltanto il 30 novembre 2019, e World Rugby fu costretta ad escluderlo dalla lista delle sedi.
| Città        | Impianto                           | Capacità | Incontri |
| ------------ | ---------------------------------- | -------- | -------- |
| Chōfu        | Tokyo Stadium                      | 49970    | 8        |
| Fukuoka      | Hakatanomori Stadium               | 20049    | 3        |
| Fukuroi      | Shizuoka Stadium                   | 50889    | 4        |
| Higashiōsaka | Hanazono Rugby Stadium             | 24100    | 4        |
| Kamaishi     | Kamaishi Unosumai Memorial Stadium | 16187    | 1        |
| Kōbe         | Stadio del Parco Misaki            | 30132    | 4        |
| Kumagaya     | Rugby Stadium                      | 24000    | 3        |
| Kumamoto     | Kumamoto Athletics Stadium         | 32000    | 2        |
| Ōita         | Stadio Ōita                        | 40000    | 5        |
| Sapporo      | Sapporo Dome                       | 41410    | 2        |
| Toyota       | Stadio Toyota                      | 45000    | 3        |
| Yokohama     | Stadio internazionale di Yokohama  | 72327    | 6        |

## Formula
Le 20 squadre furono divise in 4 gironi da 5 squadre ciascuna che si affrontarono con il metodo del girone all'italiana.
Il punteggio assegnato fu quello in vigore nel Tri Nations dell'Emisfero Sud: 4 punti per la vittoria, 2 ciascuno per il pareggio e zero per la sconfitta e, in aggiunta a ciò, un punto eventuale alla squadra sconfitta con sette o meno punti nonché un ulteriore punto alla squadra autrice di almeno quattro mete nell'incontro, indipendentemente dal risultato.
In caso di esclusione di una squadra dal torneo (circostanza comunque non verificatasi) il regolamento prevedeva l'annullamento di tutti gli incontri fino ad allora disputati e l'assegnazione di quattro punti a ciascuna delle altre squadre, con riconteggio anche dei punti fatti e subiti.
Le discriminanti in caso di parità in classifica sarebbero state, nell'ordine, il risultato nell'incontro diretto, la differenza punti fatti/subiti, la differenza mete fatte/subite, i punti totali nel girone, le mete totali e, infine, il ranking World Rugby al 12 ottobre 2015.
Nella fase a gironi, in caso di annullamento di un incontro per decisione organizzativa il punteggio sarebbe stato dichiarato 0-0 e il risultato un pareggio; in caso di interruzione in corso di gioco per cause di forza maggiore sarebbe stato acquisito il punteggio maturato sul campo e omologato il risultato al momento dell'interruzione, a eccezione che l'interruzione fosse sopraggiunta nel corso del primo tempo, nel qual caso, fatto salvo il punteggio, ai fini della classifica il risultato finale sarebbe stato un pareggio.
Le prime due classificate di ogni girone si qualificarono ai play-off e la squadra terza classificata di ogni girone, inoltre, fu automaticamente qualificata alla Coppa del Mondo 2023 al pari delle otto quartifinaliste.
In ordine di abbinamento dal primo al quarto, gli incontri dei quarti di finale furono la vincitrice del girone C contro la seconda del girone D; la vincitrice del girone B contro la seconda del girone A; la vincitrice del girone D contro la seconda del girone C e, infine, la vincitrice del girone A contro la seconda del girone B.
Gli accoppiamenti di semifinale furono predeterminati: le vincitrici delle prime due partite si incontrarono nella prima semifinale, quelle delle altre due partite nella seconda semifinale.
Le squadre vincenti le semifinali si incontrarono per il titolo di campione del mondo, quelle sconfitte per il terzo posto.
Nelle fasi a eliminazione diretta, al fine di determinare la squadra vincitrice, fu istituito un terzo tempo supplementare dopo i due già previsti dal regolamento generale, analogo al golden goal del calcio: la prima squadra che avesse marcato punti avrebbe vinto l'incontro.
In caso di ulteriore parità fu previsto uno spareggio ai calci piazzati: ogni squadra aveva a disposizione 5 calci dalla linea dei 22 metri per realizzare, con 5 giocatori diversi tra quelli in campo al fischio finale, il maggior numero di punti; in caso di parità anche dopo tale serie, si sarebbe proceduto a oltranza un calcio per squadra fino a che, a pari numero di calci, una delle due spareggiasse.
Le due semifinali si tennero a Yokohama così come la finale per il titolo; la finale per il terzo posto si tenne altresì al Tokyo Stadium di Chōfu.

## Gironi
| Girone A                                       | Girone B                                                | Girone C                                                  | Girone D                                        |
| ---------------------------------------------- | ------------------------------------------------------- | --------------------------------------------------------- | ----------------------------------------------- |
| - Irlanda - Scozia - Giappone - Russia - Samoa | - Nuova Zelanda - Sudafrica - Italia - Namibia - Canada | - Inghilterra - Francia - Argentina - Stati Uniti - Tonga | - Australia - Galles - Georgia - Figi - Uruguay |

## Fase a gironi

### Girone A
| Data       | Incontro           | Risultato | Sede     |
| ---------- | ------------------ | --------- | -------- |
| 20-9-2019  | Giappone – Russia  | 30-10     | Chōfu    |
| 22-9-2019  | Irlanda – Scozia   | 27-3      | Yokohama |
| 24-9-2019  | Russia – Samoa     | 9-34      | Kumagaya |
| 28-9-2019  | Giappone – Irlanda | 19-12     | Fukuroi  |
| 30-9-2019  | Scozia – Samoa     | 34-0      | Kōbe     |
| 3-10-2019  | Irlanda – Russia   | 35-0      | Kōbe     |
| 5-10-2019  | Giappone – Samoa   | 38-19     | Toyota   |
| 9-10-2019  | Scozia – Russia    | 61-0      | Fukuroi  |
| 12-10-2019 | Irlanda – Samoa    | 47-5      | Fukuoka  |
| 13-10-2019 | Giappone – Scozia  | 28-21     | Yokohama |

#### Classifica
| Pos | Squadra  | G | V | N | P | PF  | PS  | P±   | BP | PT |
| --- | -------- | - | - | - | - | --- | --- | ---- | -- | -- |
| A1  | Giappone | 4 | 4 | 0 | 0 | 115 | 62  | 53   | 3  | 19 |
| A2  | Irlanda  | 4 | 3 | 0 | 1 | 121 | 27  | 94   | 4  | 16 |
| A3  | Scozia   | 4 | 2 | 0 | 2 | 119 | 55  | 64   | 3  | 11 |
| A4  | Samoa    | 4 | 1 | 0 | 3 | 58  | 128 | −70  | 1  | 5  |
| A5  | Russia   | 4 | 0 | 0 | 4 | 19  | 160 | −141 | 0  | 0  |

### Girone B
| Data       | Incontro                  | Risultato | Sede         |
| ---------- | ------------------------- | --------- | ------------ |
| 21-9-2019  | Nuova Zelanda – Sudafrica | 23-13     | Yokohama     |
| 22-9-2019  | Italia – Namibia          | 47-22     | Higashiōsaka |
| 26-9-2019  | Italia – Canada           | 48-7      | Fukuoka      |
| 28-9-2019  | Sudafrica – Namibia       | 57-3      | Toyota       |
| 2-10-2019  | Nuova Zelanda – Canada    | 63-0      | Ōita         |
| 4-10-2019  | Sudafrica – Italia        | 49-3      | Fukuroi      |
| 6-10-2019  | Nuova Zelanda – Namibia   | 71-9      | Chōfu        |
| 8-10-2019  | Sudafrica – Canada        | 66-7      | Kōbe         |
| 12-10-2019 | Nuova Zelanda – Italia    | 0-0       | Toyota       |
| 13-10-2019 | Namibia – Canada          | 0-0       | Kamaishi     |

#### Classifica
| Pos | Squadra       | G | V | N | P | PF  | PS  | P±   | BP | PT |
| --- | ------------- | - | - | - | - | --- | --- | ---- | -- | -- |
| B1  | Nuova Zelanda | 4 | 3 | 1 | 0 | 157 | 22  | 135  | 2  | 16 |
| B2  | Sudafrica     | 4 | 3 | 0 | 1 | 185 | 36  | 149  | 3  | 15 |
| B3  | Italia        | 4 | 2 | 1 | 1 | 98  | 78  | 20   | 2  | 12 |
| B4  | Namibia       | 4 | 0 | 1 | 3 | 34  | 175 | −141 | 0  | 2  |
| B5  | Canada        | 4 | 0 | 1 | 3 | 14  | 177 | −163 | 0  | 2  |

### Girone C
| Data       | Incontro                  | Risultato | Sede         |
| ---------- | ------------------------- | --------- | ------------ |
| 21-9-2019  | Francia – Argentina       | 23-21     | Chōfu        |
| 22-9-2019  | Inghilterra – Tonga       | 35-3      | Sapporo      |
| 26-9-2019  | Inghilterra – Stati Uniti | 45-7      | Kōbe         |
| 28-9-2019  | Argentina – Tonga         | 28-12     | Higashiōsaka |
| 2-10-2019  | Francia – Stati Uniti     | 33-9      | Fukuoka      |
| 5-10-2019  | Inghilterra – Argentina   | 39-10     | Chōfu        |
| 6-10-2019  | Francia – Tonga           | 23-21     | Kumamoto     |
| 9-10-2019  | Argentina – Stati Uniti   | 47-17     | Kumagaya     |
| 12-10-2019 | Inghilterra – Francia     | 0-0       | Yokohama     |
| 13-10-2019 | Stati Uniti – Tonga       | 19-31     | Higashiōsaka |

#### Classifica
| Pos | Squadra     | G | V | N | P | PF  | PS  | P±   | BP | PT |
| --- | ----------- | - | - | - | - | --- | --- | ---- | -- | -- |
| C1  | Inghilterra | 4 | 3 | 1 | 0 | 119 | 20  | 99   | 3  | 17 |
| C2  | Francia     | 4 | 3 | 1 | 0 | 79  | 51  | 28   | 1  | 15 |
| C3  | Argentina   | 4 | 2 | 0 | 2 | 106 | 91  | 15   | 3  | 11 |
| C4  | Tonga       | 4 | 1 | 0 | 3 | 67  | 105 | −38  | 2  | 6  |
| C5  | Stati Uniti | 4 | 0 | 0 | 4 | 52  | 156 | −104 | 0  | 0  |

### Girone D
| Data       | Incontro            | Risultato | Sede         |
| ---------- | ------------------- | --------- | ------------ |
| 21-9-2019  | Australia – Figi    | 39-21     | Sapporo      |
| 23-9-2019  | Galles – Georgia    | 43-14     | Toyota       |
| 25-9-2019  | Figi – Uruguay      | 27-30     | Kamaishi     |
| 29-9-2019  | Georgia – Uruguay   | 33-7      | Kumagaya     |
| 29-9-2019  | Australia – Galles  | 25-29     | Chōfu        |
| 3-10-2019  | Georgia – Figi      | 10-45     | Higashiōsaka |
| 5-10-2019  | Australia – Uruguay | 45-10     | Ōita         |
| 9-10-2019  | Galles – Figi       | 29-17     | Ōita         |
| 11-10-2019 | Australia – Georgia | 27-8      | Fukuroi      |
| 13-10-2019 | Galles – Uruguay    | 35-13     | Kumamoto     |

#### Classifica
| Pos | Squadra   | G | V | N | P | PF  | PS  | P±  | BP | PT |
| --- | --------- | - | - | - | - | --- | --- | --- | -- | -- |
| D1  | Galles    | 4 | 4 | 0 | 0 | 136 | 69  | 67  | 3  | 19 |
| D2  | Australia | 4 | 3 | 0 | 1 | 136 | 68  | 68  | 4  | 16 |
| D3  | Figi      | 4 | 1 | 0 | 3 | 110 | 108 | 2   | 3  | 7  |
| D4  | Georgia   | 4 | 1 | 0 | 3 | 65  | 122 | −57 | 1  | 5  |
| D5  | Uruguay   | 4 | 1 | 0 | 3 | 60  | 140 | −80 | 0  | 4  |

## Play-off
|  | Quarti di finale  | Quarti di finale  | Quarti di finale  |                   |                  | Semifinali           | Semifinali           | Semifinali           |                      |                      | Finale               | Finale               | Finale               |                      |                      |
|  |                   |                   |                   |                   |                  |                      |                      |                      |                      |                      |                      |                      |                      |                      |                      |
|  | 19 ottobre, Ōita  |                   |                   |                   |                  |                      |                      |                      |                      |                      |                      |                      |                      |                      |                      |
|  | C1                | Inghilterra       | 40                |                   |                  |                      |                      |                      |                      |                      |                      |                      |                      |                      |                      |
|  | D2                | Australia         | 16                |                   |                  | 26 ottobre, Yokohama | 26 ottobre, Yokohama | 26 ottobre, Yokohama | 26 ottobre, Yokohama | 26 ottobre, Yokohama |                      |                      |                      |                      |                      |
|  |                   |                   |                   |                   |                  | Inghilterra          | 19                   |                      |                      |                      |                      |                      |                      |                      |                      |
|  | 19 ottobre, Chōfu | 19 ottobre, Chōfu | 19 ottobre, Chōfu | 19 ottobre, Chōfu |                  |                      | Nuova Zelanda        | 7                    |                      |                      |                      |                      |                      |                      |                      |
|  | B1                | Nuova Zelanda     | 46                |                   |                  |                      |                      |                      |                      |                      |                      |                      |                      |                      |                      |
|  | A2                | Irlanda           | 14                |                   |                  |                      |                      |                      |                      |                      | 2 novembre, Yokohama | 2 novembre, Yokohama | 2 novembre, Yokohama | 2 novembre, Yokohama | 2 novembre, Yokohama |
|  |                   |                   |                   |                   |                  |                      |                      |                      |                      |                      |                      | Inghilterra          | 12                   |                      |                      |
|  | 20 ottobre, Ōita  | 20 ottobre, Ōita  | 20 ottobre, Ōita  | 20 ottobre, Ōita  | 20 ottobre, Ōita |                      |                      |                      |                      |                      |                      | Sudafrica            | 32                   |                      |                      |
|  | D1                | Galles            | 20                |                   |                  |                      |                      |                      |                      |                      |                      |                      |                      |                      |                      |
|  | C2                | Francia           | 19                |                   |                  | 27 ottobre, Yokohama | 27 ottobre, Yokohama | 27 ottobre, Yokohama | 27 ottobre, Yokohama | 27 ottobre, Yokohama |                      | Finale 3º posto      | Finale 3º posto      | Finale 3º posto      |                      |
|  |                   |                   |                   |                   |                  | Galles               | 16                   |                      | 1º novembre, Chōfu   | 1º novembre, Chōfu   | 1º novembre, Chōfu   | 1º novembre, Chōfu   | 1º novembre, Chōfu   |                      |                      |
|  | 20 ottobre, Chōfu | 20 ottobre, Chōfu | 20 ottobre, Chōfu | 20 ottobre, Chōfu |                  |                      | Sudafrica            | 19                   |                      |                      |                      | Nuova Zelanda        | 40                   |                      |                      |
|  | A1                | Giappone          | 3                 |                   |                  |                      |                      |                      |                      |                      | Galles               | 17                   |                      |                      |                      |
|  | B2                | Sudafrica         | 26                |                   |                  |                      |                      |                      |                      |                      |                      |                      |                      |                      |                      |

### Quarti di finale
| Arbitro: | Jérôme Garcès |

|                                      |      |                             |
| May 18’, 21’ Sinckler 46’ Watson 76’ | mt   | 43’ Koroibete               |
| Farrell 18’, 21’, 46’, 76’           | tr   | 43’ Lealiʻifano             |
| Farrell 30’, 51’, 66’, 73’           | c.p. | 12’, 26’, 40+1’ Lealiʻifano |

| Arbitro: | Nigel Owens |

|                                                                             |      |                         |
| Smith 14’, 20’ B. Barrett 32’ Taylor 48’ Todd 61’ Bridge 73’ J. Barrett 79’ | mt   | 69’ Henshaw 76’ tecnica |
| Mo'unga 14’, 20’, 48’, 73’                                                  | tr   | 69’ Carbery             |
| Mo'unga 6’                                                                  | c.p. |                         |

| Arbitro: | Jaco Peyper |

|                             |      |                                        |
| Wainwright 12’ Moriarty 73’ | mt   | 5’ Vahaamahina 8’ Ollivon 31’ Vakatawa |
| Biggar 12’, 73’             | tr   | 8’, 31’ Ntamack                        |
| Biggar 20’, 54’             | c.p. |                                        |

| Arbitro: | Wayne Barnes |

|            |      |                              |
|            | mt   | 4’, 70’ Mapimpi 66’ de Klerk |
|            | tr   | 66’ Pollard                  |
| Tamura 20’ | c.p. | 44’, 49’, 64’ Pollard        |

### Semifinali
| Arbitro: | Nigel Owens |

|                         |      |              |
| Tuilagi 2’              | mt   | 57’ A. Savea |
| Farrell 2’              | tr   | 57’ Mo'unga  |
| Ford 40’, 50’, 63’, 69’ | c.p. |              |

| Arbitro: | Jérôme Garcès |

|                      |      |                            |
| Adams 65’            | mt   | 57’ de Allende             |
| Halfpenny 65’        | tr   | 57’ Pollard                |
| Biggar 18’, 39’, 46’ | c.p. | 15’, 20’, 35’, 76’ Pollard |

### Finale per il 3º posto
| Arbitro: | Wayne Barnes |

|                                                                    |      |                         |
| Moody 4’ B. Barrett 13’ B. Smith 33’, 40+1’ Crotty 42’ Mo'unga 76’ | mt   | 19’ Amos 59’ Adams      |
| Mo'unga 4’, 13’, 33’, 40+1’, 42’                                   | tr   | 19’ Patchell 59’ Biggar |
|                                                                    | c.p. | 27’ Patchell            |

### Finale
| Arbitro: | Jérôme Garcès |

| |              | |
| | mt           | 66’ Mapimpi 74’ Kolbe |
| | tr           | 66’, 74’ Pollard |
| Farrell 23’, 35’, 52’, 60’ | c.p.         | 10’, 26’, 39’, 40+3’, 46’, 58’ Pollard |
| · Daly · Watson · M. Tuilagi · Farrell · 70’ May · 50’ Ford · 76’ B. Youngs · 46’ B. Vunipola · 60’ Underhill · Curry · 41’ Lawes · Itoje · 3’ Sinckler · 60’ George · M. Vunipola | Formazioni   | · W. le Roux 68’ · Kolbe · Am · de Allende · Mapimpi · Pollard · F. de Klerk 77’ · Vermeulen · du Toit · Kolisi 64’ · L. de Jager 22’ · Etzebeth 60’ · Malherbe 44’ · Mbonambi 22’ · Mtawarira 44’ |
| · 60’ Cowan-Dickie · 46’ Marler · 3’ Cole · 41’ Kruis · 60’ Wilson · 76’ Spencer · 50’ Slade · 70’ Joseph                                                                          | Sostituzioni | · Marx 22’ · Kitshoff 44’ · Koch 44’ · Snyman 60’ · Mostert 22’ · Louw 64’ · H. Jantjies 77’ · F. Steyn 68’                                                                                        |
| Eddie Jones | Allenatori   | Rassie Erasmus |

## Il post-torneo
Siya Kolisi, che un anno prima era stato nominato capitano della squadra, fu il primo sudafricano di colore a ricevere la coppa Webb Ellis, succedendo agli afrikaans François Pienaar e John Smit, che rispettivamente nel 1995 e nel 2007 guidarono la squadra alla conquista degli altri due titoli degli Springbok.
Il suo compagno di squadra Pieter-Steph du Toit fu invece insignito del premio di Miglior giocatore World Rugby dell'anno.
Il comitato organizzatore del torneo registrò il più alto rapporto presenze / posti disponibili nella storia della Coppa del Mondo: furono infatti venduti 1718176 biglietti, pari al 99% della capienza complessiva; il dato tiene conto del fatto che tre incontri furono annullati, e quindi la media, pari a 38182 spettatori a partita, va calcolata su 45 appuntamenti.
I fruitori tramite social media di video dell'evento furono circa 2,04 miliardi, circa 5 volte di più di quelli dell'edizione precedente in Inghilterra; tra i media più utilizzati, circa 950 milioni su Giphy, più di 250 su Facebook, 240 su Twitter e 186 su TikTok.
L'audience televisiva totale, sia pur tenendo conto del fuso orario di +9 sulle Isole Britanniche e +8 sull'Europa continentale, ammontò a più di 858 milioni di telespettatori.
La ricaduta economica sul Giappone fu di circa 646 miliardi di yen (~5 miliardi di euro) tra effetti diretti e indiretti (primari e secondari), mentre l'incremento stimato del prodotto interno lordo fu di circa 351 miliardi di yen (~2,7 miliardi di euro); furono inoltre creati circa 46000 posti di lavoro.
Più nel dettaglio, le voci che contribuirono alla ricaduta economica furono le spese sostenute dagli spettatori (biglietti, eventi, ospitalità, alberghi, attrazioni turistiche) quantificate in 390 miliardi di yen (~3 miliardi di euro); quelle sostenute per tutte le attività di amministrazione e conduzione del torneo (affitto degli stadi, eventi riservati alle squadre, sistemazioni, etc) per un ammontare di 138 miliardi di yen (~1,06 miliardi di euro); infine quelle relative ad ampliamenti, adeguamenti, aggiornamenti e ristrutturazioni degli impianti sportivi del torneo, pari a circa 120 miliardi di yen (~990 milioni di euro).
I visitatori dall'estero furono circa 242000: 131000 dall'Europa, 9000 dall'Africa, 54000 dall'Oceania, 22000 dal resto dell'Asia e 26000 dalle Americhe.
La spesa media per ciascuno di tali visitatori fu di circa 686117 ¥ (~5280 €) pari a una ricaduta economica di 348 miliardi di yen (2,6 miliardi di euro) e un incremento del PIL di 183 miliardi di yen (1,4 miliardi di euro).
L'area urbana che registrò la più alta ricaduta economica fu quella di Yokohama, sede di 6 incontri ivi compresi semifinali e finale e, a seguire, quella di Tokyo che ne ospitò 8: insieme le due aree videro la disputa di un terzo di tutte le gare del torneo e registrarono incassi lordi per più di 150 miliardi di yen (1,2 miliardi di euro).

## Statistiche
Oltre alla Coppa, il Sudafrica si assicurò anche il primato della classifica dei marcatori con il proprio mediano d'apertura Handré Pollard, autore di 69 punti davanti all'inglese Owen Farrell fermatosi a 58 e al neozelandese Richie Mo'unga, terzo con 54; rilevante la prestazione del giapponese Yū Tamura, quarto con 51 punti: quattro anni prima, i 58 punti del suo connazionale Ayumu Gorōmaru erano valsi appena il sesto posto generale in tale classifica.
Per quanto riguarda invece la classifica delle mete marcate, il realizzatore principe risultò essere il gallese Josh Adams con 7; dietro di lui il tre quarti ala sudafricano Makazole Mapimpi con 6 mete e, a quota 5, il giapponese Kōtarō Matsushima, singolarmente anch'egli nativo del Sudafrica.
La vittoria degli Springbok è rilevante anche per una notazione statistica: è la prima squadra a laurearsi campione senza percorso netto, avendo perso una partita nella fase a gironi; i precedenti campioni avevano terminato imbattuti il torneo.
Con la vittoria del 2019 François Steyn entrò nel club dei plurivincitori della Coppa del Mondo, che prima del suo arrivo vantava solo un suo connazionale, Os du Randt, cinque australiani (tutti campioni del mondo nel 1991 e 1999) e 14 neozelandesi (vincitori nel 2011 e nel 2015); Steyn e il citato du Randt sono gli unici della lista a non condividere le stesse edizioni vinte, perché quest'ultimo conquistò la Coppa del 1995 e, insieme allo stesso Steyn, quella del 2007, l'unica che entrambi vantano in comune.

## Copertura televisiva
Nel Regno Unito la copertura completa del torneo fu a cura del circuito privato ITV e, per i gallesi, alla ITV si affiancò il canale idiomatico S4C.
Eircom assicurò le trasmissioni nella Repubblica d'Irlanda, TF1 nella Francia metropolitana, nel principato di Monaco, nei territori d'Oltremare e per il pubblico di lingua francese di Belgio, Andorra, Lussemburgo e Svizzera.
In Italia, per la prima volta dal 1987, fu la Rai a trasmettere in chiaro la Coppa del Mondo con un accordo che prevedeva la messa in onda di tutti gli incontri della propria nazionale più altre 17 partite tra cui l'intera fase a eliminazione diretta e le finali.
Fuori dai Paesi del Sei Nazioni, Match TV coprì la Russia, la NBC assicurò la diffusione del torneo negli Stati Uniti e territori collegati, ESPN coprì con i canali in lingua spagnola e portoghese tutta l'America latina.
Supersport coprì l'Africa subsahariana incluse Namibia e Sudafrica; Fiji TV coprì le isole del Pacifico e parte della Polinesia Francese; Fox e Ten l'Australia e Spark la Nuova Zelanda.
Tra altri Paesi non partecipanti alla manifestazione ma coperti da diffusione televisiva figurano Spagna, Portogallo, Repubblica Ceca, Danimarca, Svezia, Finlandia, Israele, Thailandia, Cambogia, Indonesia e Singapore.